# Syrphoctonus elegans
Syrphoctonus elegans är en stekelart som först beskrevs av Johann Ludwig Christian Gravenhorst 1829.  Syrphoctonus elegans ingår i släktet Syrphoctonus och familjen brokparasitsteklar. Arten är reproducerande i Sverige. Inga underarter finns listade i Catalogue of Life.